# 韓国の競馬
韓国の競馬（かんこくのけいば）では大韓民国（以下・韓国）における競馬について記述する。なお、名称の表記は可能な限り漢字を優先し、地名、人名などは必要に応じて片仮名表記も併記する。大韓民国成立以前の1945年までの競馬については朝鮮の競馬を参照。

## 歴史
韓国馬事会#沿革も参照のこと。
- 1898年：5月に行われたロバによる競馬が記録に残る最古のものである。
- 1920年：賭博を伴う近代的な競馬が各地で行われる。
- 1922年：社団法人朝鮮競馬倶楽部が設立される。5月20日に初の公式競馬開催（後に「競馬の日」と制定）。
- 1928年：新設（シンソル）に競馬場開場。
- 1933年：朝鮮競馬令が施行され、全国の非法人競馬団体による競馬は禁止される。
- 1942年：朝鮮馬事会を設立。
- 1949年：朝鮮馬事会を韓国馬事会（以下 KRA）に改称。
- 1954年：新設からトゥクソムに競馬場を移転。
- 1962年：1月20日に韓国馬事会法の制定、公布。
- 1989年：果川（クヮチョン）にソウルオリンピックの乗馬競技場を改装する形でソウル競馬場開場。トゥクソム競馬場廃止。
- 1990年：済州（チェジュ）競馬場開場。
- 1992年：政府監督部署が農林水産部から文化体育部へと移管。
- 1993年：単一馬主制[1]を廃止し個人馬主制に移行。
- 2000年：競馬場から競馬公園に名称変更。
- 2004年：IFHAからパートIII国として承認される。
- 2005年：釜山慶南（プサンギョンナム）競馬公園が開場。
- 2016年：IRPACから2016年7月1日以降のレースが国際セリ名簿基準書におけるパートII国として承認されることが発表される（実際に対象になるのは5レースのみ）[2]。
- 2022年：コリアカップとコリアスプリント（共に韓国G1）が国際G3として施行。

## 特徴
現在のところ、国内の競馬場すべてにおいてダートコースで競馬が行われている。複数の競馬場すべてがダートのみという施行形態は、世界的にも珍しい。
済州馬（チョランマル）と呼ばれる、在来種のポニーによる競馬が行われている。済州馬は天然記念物に指定されており、種の保護育成の目的も兼ねている。
勝馬投票券の種類は単勝、複勝、馬番連勝複式、馬番連勝単式、ワイド、三連勝複式、三連勝単式。1人あたりの1レースにおける賭け金は10万ウォンを上限とし、500万ウォン以上または100倍以上のオッズの払い戻しの際は窓口で住所、氏名の記入が必要となる。控除率は単勝と複勝が20%、馬連、馬単、ワイドが28%。
射幸産業委員会の指示により、年間売上に上限が課せられている。2011年度は7兆8308億ウォンに設定されている。
競走馬、調教師、騎手は競馬場単位での所属となる。馬主条件、預託料、進上金の割合など、さまざまなルールや運営形態が競馬場ごとに違っている。また、レースへの参加は原則として所属競馬場に限られ、他の競馬場での参加は交流競走に限定されている。
内国産馬と外国産馬は別々のクラス区分になっていて、混合戦のみ両者が出走可能。外国産馬の出走可能レース数はソウル競馬場が全体の23%、釜山慶南競馬場が30.3%と低い。これは内国産馬と外国産馬のレベルの差が顕著なため、内国産馬を保護、優遇するための措置である。
通年開催ではあるが、夏休み、旧盆前、旧正月明け、年末にまとまった日数の休催日が設定されている。7月15日から8月15日までの約1カ月間はナイター開催が行われる。また、毎週金曜日から日曜日までの3日間で開催されるが、釜山慶南が金曜日・日曜日、済州が金曜日・土曜日、ソウルが土曜日・日曜日と、1日のうち同時開催されるのは2場までとなっている。

## 韓国競馬実績

### 競馬開催
売上は2002年の7兆6491億ウォンが過去最大であるが、その後5兆ウォン台前半まで落ち込む。一方で総入場人員は2001年の年間1336万人から順調に増加。2005年に釜山慶南競馬場が開場したことで売上も再び上昇に転じ、2010年には7兆5765億ウォンと、2002年に匹敵する売上にまで回復した。2010年の総入場人員は2095万人と、2001年比で50%以上伸びている。釜山慶南競馬場が開場したことで、2010年の開催日数は2004年比で約50%、施行競走数は約30%増加した。

### 生産
韓国でのサラブレッド生産は1992年時点ではわずか150頭余りの繁殖牝馬で行われているにすぎなかったが、その後急速に発展。2011年の繁殖牝馬登録頭数は2407頭と約16倍の規模に成長した。種牡馬頭数も102頭と、2004年の48頭から倍増している。生産頭数も2004年比で約30%増加した。それにともない、輸入競走馬はピーク時の3分の2程度に落ち込んでいる。なお、韓国の馬産は済州島が中心地で、繁殖牝馬の80%以上、生産農家の70%以上がこの地に集中している。

## 韓国の競馬場、各種施設
競馬場
- ソウル競馬場 - 1989年開場。元ソウルオリンピック馬術競技会場。競馬開催は毎週土曜、日曜。
- 釜山慶南競馬場 - 2005年開場。元アジア競技大会馬術競技会場。競馬開催は毎週金曜、日曜。
- 済州競馬場 - 1990年開場。済州島にある済州馬専門の競馬場。競馬開催は毎週金曜、土曜。
- 永川競馬場 - ヨンチョン競馬場。2026年後半開場予定[4]。

育成施設
- 元堂（ウォンダン）牧場

1984年開場。当初は育成牧場であったが、長水（ジャンス）育成牧場に機能移転後は競馬学校として利用されているほか、周辺住民に公園として開放されている。
- 済州育成牧場

1995年開場。生産の改善とKRA所属の競走馬のトレーニングを目的としている。2011年時点でKRA所有の種牡馬13頭が繋養されており、無料で種付けが行える。
- 長水育成牧場

2007年開場。競走馬の質的向上と地域均衡発展を図ることを目的としている。デビュー前の育成施設として、馬房の約6割を民間の育成業者に貸し付けている。これにより、競走馬の入厩からデビューまでの期間を2カ月程度早期化できたという。2011年時点でKRA所有の種牡馬4頭が繋養されており、無料で種付けが行える。セリも行われている。
場外馬券場
全国に合計31カ所の場外馬券場があり、KRA所有が15カ所、賃貸が16カ所。ソウル近辺に24カ所、そのほかの地方に7カ所存在する。周辺環境への影響に配慮し、社会福祉事業や文化スポーツ活動支援事業などを通じて、地元住民への還元を行っている。

## 日本との関わり

### 競走馬、種牡馬
日本の併合時代は馬匹資源の供給と馬政財源の拡大を目的に、李王家が所有していた蘭谷牧場を中心に馬産が行われ、日本からトクマサ、ハクシヨウなどが繁殖用に送り込まれた。しかし終戦後の混乱でその行方、最期は明らかではない。戦後は朝鮮戦争の影響、長年日本人主導で行われてきた競馬界への民族的反発などで韓国競馬は低迷。それらの事情もあり、1965年に日韓の国交が回復してもなお、長い間目立った交流は行われなかった。
日韓競馬界が再び交流するようになったのは1980年代に入ってからである。まず、1984年に日本ダービー馬コーネルランサーが、当時の韓国大統領で同年に国家元首として戦後初めて日本を公式訪問した、全斗煥に寄贈された。1990年にはプレストウコウ、ラッキールーラ、カツトップエース、ヤマノスキーが種牡馬として韓国に寄贈された。3頭の活動期間は短かったが、ラッキールーラが3年連続で内国産年度代表馬となった名牝タンディチェイルを出している。1992年には韓国で「JRAトロフィー」が、1993年には日本で「韓国馬事会杯」が交換競走として施行されるようになった。
1990年代以降は日本から競走馬、種牡馬の輸入が行われるようになった。ただし、国内の馬産を保護するため、競走馬輸入に対しては牡馬に限り2万ドルの購買価格上限が設けられている。牝馬にはかつて7万ドルの上限が設けられていたが、2012年から撤廃されている。ピーク時は100頭近い数が日本から輸入されていたが、2010年はわずか9頭にまで落ち込んでいる。逆に韓国から日本に競走馬、繁殖馬が輸出されたケースは、アメリカでG1を7勝したゲームオンデュードが2011年に活躍が知られるようになった際、母のワールドリープレジャーがすでに韓国へ輸出されていたことが明らかになり、同年11月に白老ファームによって日本に輸入されたのが唯一の例である。また、ワールドリープレジャーは輸入時にアドマイヤドンを受胎しており、翌2012年に生まれた産駒は史上初の韓国からの持ち込み馬となった。
日本からの種牡馬の導入は、民間牧場の輸入が解禁された2000年以降活発になり、最初に導入されたスルーオグリーンがコリアンダービー勝ち馬を出している。以後もビワシンセイキは産駒が韓国G1の大統領杯を制して2010年のリーディングサイアーランキングで8位になり、メイセイオペラも産駒が韓国クラシック一冠目のKRAカップマイルを制するといった活躍が伝えられている。また、イングランディーレのようにG1勝ち馬ながら日本での種牡馬生活を経ずに韓国で種牡馬入りするケースも出ている。ただし、ダート競馬を専門とすることから、ダート主体のアメリカからの種牡馬導入がそれ以上に活発であり、リーディングサイアーランキングは元アメリカ繋養の種牡馬に上位をほぼ独占されている。また、KRAの輸入種牡馬はすべて無料で種付けでき、KRAから生産者協会に寄贈された種牡馬も安価に利用できる。こういった事情から、有力牧場が導入した一部のケース以外の多くの種牡馬は、個人牧場がKRA所有の種牡馬に種付けできなかった際の抑えとして輸入されていて、そのために種付け頭数が集まらないのが現状である。
2013年9月1日には韓国馬事会と大井競馬場による交流競走が行われ、大井所属馬3頭がソウル競馬場にて出走した。この競走は韓国初の国際競走であるとともに、日本調教馬初の韓国遠征でもあった。2015年6月7日には、日本中央競馬会（JRA）所属馬としては初めてエスメラルディーナ（美浦・斎藤誠厩舎）が韓国に遠征し、ソウル競馬場で行われたトゥクソムカップに出走し勝利、JRA所属馬が初出走初勝利を記録した。
一方、大井競馬場でも2013年11月26日に「インタラクションカップ(2013～2016年まで各年開催)」と冠した交流競走が初開催され、韓国調教馬3頭が韓国競馬史上初めて日本で出走となった。レースはソ・スンウン騎乗のワッツヴィレッジが逃げ粘り1着。これは2025年5月現在、韓国調教馬による日本での唯一の勝利である。
その他の韓国調教馬の日本への遠征詳細は→「海外調教馬による日本への遠征」を参照。

#### 韓国に輸出されたおもな種牡馬
- ラッキールーラ
- カツトップエース
- プレストウコウ
- エアダブリン
- トロットスター
- ビワシンセイキ
- メイセイオペラ
- イングランディーレ
- アドマイヤドン
- エアスマップ
- オースミジェット
- シンコウシングラー
- エアシェイディ
- スパイキュール
- テスタマッタ
- フェデラリスト
- オーロマイスター
- サダムパテック
- クリソライト
- ロンドンタウン

### 騎手
日本では騎手招待競走として新潟県競馬で「日韓チャレンジカップ」が、また1995年から1997年にかけては中央競馬で「韓国騎手招待」が行われているものの、騎手間の交流はそれほど目立つものではなかった。しかし、近年はおもに地方競馬所属の日本人騎手がKRAの短期免許を取得し、韓国で騎乗するケースが増えている。2007年と2013年から現在も韓国で騎乗中の高知所属の倉兼育康、オーストラリアを拠点とする富沢希に短期免許が与えられたのが最初で、その後フリーの内田利雄や荒尾の西村栄喜などが、JRAからも青木芳之が騎乗するようになり、韓国への遠征という選択肢が日本人騎手たちの間に浸透していった。2010年は7人の日本人騎手が短期免許を取得しており、内田利雄騎手は2008年釜山慶南所属騎手のリーディング1位に(6月からの半年間の騎乗で1位)。このうち女性騎手の第一人者である名古屋の宮下瞳は釜山慶南所属騎手のリーディングジョッキーランキングで5位となっている。
外国人騎手の受け入れが始まった当初は、韓国最高峰競走のコリアンダービーへの日本人騎手騎乗に圧力がかかったこともあったようだが、韓国競馬で毎年実績を積み重ねてきた内田利雄が2011年に日本人騎手によるコリアンダービー初騎乗を果たし、そうした拒否反応は払拭されつつある。2012年からはフリーの藤井勘一郎が韓国で定期的な騎乗を開始し、2013年にはコリアンダービーを日本人騎手として初制覇しているほか、2015年のJRA所属馬初勝利の際にも騎乗している。
一方、韓国人騎手が日本での短期免許を取得しての騎乗は、2010年に荒尾で騎乗した朴在鎬（パク・ジェホ）が現在のところ唯一の実績である。日本から韓国への遠征に偏っている背景には、多くの地方競馬よりはるかに高額な韓国競馬の賞金が原因として指摘されている。実際、2022年の時点で、韓国では最下級競走でも1着1375万ウォンと、地方競馬で最高の賞金体系である南関東の最下級競走（1着80万円）を上回る金額が設定されている。

## 主要競走

### 2024年度
- コリアカップ及びコリアスプリントは2022年より国際G3として施行。
- 上記2レース以外のグレードは国内限定。
- ソウル馬主協会長杯が2024年よりG3からG2に昇格。
- 賞金総額が2023年より増額された。
  - コリアカップ（10億ウォン→16億ウォン）、コリアスプリント（10億ウォン→14億ウォン）
  - 韓国G1（8億ウォン→10億ウォン）、韓国G2（6億ウォン→7億ウォン）、韓国G3（4.5億ウォン→5億ウォン）
- 「交流」は開催地以外の競馬場所属馬の参戦が可能か否かを表す。
- 「混合」は外国産馬が出走可能か否かを表す。
- 施行距離の単位はメートル。（全てダート）

国際G3（韓国G1）
| 競走名                        | 開催地 | 交流 | 混合 | 施行距離 | 出走条件 | 賞金総額   |
| ----------------------------- | ------ | ---- | ---- | -------- | -------- | ---------- |
| コリアカップ Korea Cup        | ソウル | ○    | ○    | 1800     | 3歳以上  | 16億ウォン |
| コリアスプリント Korea Sprint | ソウル | ○    | ○    | 1200     | 3歳以上  | 14億ウォン |

韓国G1
| 競走名                        | 開催地 | 交流 | 混合 | 施行距離 | 出走条件      | 賞金総額   |
| ----------------------------- | ------ | ---- | ---- | -------- | ------------- | ---------- |
| コリアンダービー Korean Derby | ソウル | ○    | －   | 1800     | 3歳牡馬・牝馬 | 10億ウォン |
| 大統領杯 President's Cup      | ソウル | ○    | －   | 2000     | 3歳以上       | 10億ウォン |
| グランプリ Grand Prix         | ソウル | ○    | ○    | 2300     | 3歳以上       | 10億ウォン |

韓国G2
| 競走名                                          | 開催地   | 交流 | 混合 | 施行距離 | 出走条件      | 賞金総額  |
| ----------------------------------------------- | -------- | ---- | ---- | -------- | ------------- | --------- |
| KRAカップマイル KRA Cup Mile                    | 釜山慶南 | ○    | －   | 1600     | 3歳牡馬・牝馬 | 7億ウォン |
| コリアンオークス Korean Oaks                    | 釜山慶南 | ○    | －   | 1800     | 3歳牝馬       | 7億ウォン |
| ソウル馬主協会長杯 SROA Chairman's Sprint       | ソウル   | ○    | ○    | 1200     | 3歳以上       | 7億ウォン |
| トゥクソム杯 Ttukseom Cup                       | ソウル   | ○    | ○    | 1400     | 3歳以上牝     | 7億ウォン |
| 農林畜産食品部長官杯 Minister's Cup             | ソウル   | ○    | －   | 2000     | 3歳牡馬・牝馬 | 7億ウォン |
| 釜山広域市長杯 Busan Mayor’s Cup                | 釜山慶南 | ○    | ○    | 1800     | 3歳以上       | 7億ウォン |
| KRAカップクラシック KRA Cup Classic             | ソウル   | ○    | ○    | 2000     | 3歳以上       | 7億ウォン |
| ブリーダーズカップルーキー Breeders' Cup Rookie | 釜山慶南 | ○    | －   | 1400     | 2歳牡馬・牝馬 | 7億ウォン |

韓国G3
| 競走名                                   | 開催地   | 交流 | 混合 | 施行距離 | 出走条件  | 賞金総額  |
| ---------------------------------------- | -------- | ---- | ---- | -------- | --------- | --------- |
| 釜山日報杯 Busan Ilbo Cup                | 釜山慶南 | ○    | ○    | 1200     | 3歳以上   | 5億ウォン |
| ヘラルド経済杯 Herald Business Cup       | ソウル   | ○    | ○    | 2000     | 3歳以上   | 5億ウォン |
| YTN杯 YTN Cup                            | ソウル   | ○    | ○    | 2000     | 3歳以上   | 5億ウォン |
| 京畿道知事杯 Gyeonggi Governor's Cup     | ソウル   | ○    | －   | 2000     | 3歳牝馬   | 5億ウォン |
| SBSスポーツスプリント SBS Sports Sprint  | ソウル   | ○    | ○    | 1200     | 3歳以上   | 5億ウォン |
| KNN杯 KNN Cup                            | 釜山慶南 | ○    | ○    | 1600     | 3歳以上牝 | 5億ウォン |
| オーナーズカップ Owners' Cup             | 釜山慶南 | ○    | ○    | 1600     | 3歳以上   | 5億ウォン |
| 済州特別自治道知事杯 Jeju Governor's Cup | ソウル   | ○    | －   | 1400     | 3歳以上牝 | 5億ウォン |
| 慶尚南道知事杯 Gyeongnam Governor's Cup  | 釜山慶南 | ○    | －   | 2000     | 3歳以上牝 | 5億ウォン |
| 国際新聞杯 Kookje Daily News Cup         | 釜山慶南 | ○    | ○    | 1400     | 3歳以上   | 5億ウォン |

### 開催日程
- 3月 - 釜山日報杯G3、ヘラルド経済杯G3、
- 4月 - KRAカップマイルG2、SBSスポーツスプリントG3、YTN杯G3、トゥクソム杯G2
- 5月 - コリアンオークスG2、コリアンダービーG1、ソウル馬主協会長杯G2、釜山広域市長杯G2
- 6月 - KNN杯G3、京畿道知事杯G3、農林畜産食品部長官杯G2、オーナーズカップG3
- 8月 - KRAカップクラシックG2
- 9月 - コリアカップG1、コリアスプリントG1、済州特別自治道知事杯G3
- 10月 - 大統領杯G1、慶尚南道知事杯G3
- 11月 - 国際新聞杯G3、ブリーダーズカップルーキーG2
- 12月 - グランプリG1

## 参考
- Life & Love KRA with attendance and betting - KRA公式HP 英語版 歴史など
- 韓国の競馬（pdfファイル） - KRA公式HPよりダウンロード可能　各種概要、データなど
- ::: KRA Information Service ::: - リニューアル前のKRA公式HP 日本語版　歴史など
- Korean Stud Book - 種牡馬データなど
- 韓国の競馬場 - 財団法人ジャパン・スタッドブック・インターナショナル公式HPより　歴史、競馬場など
- アンニョンハセヨ 韓国競馬（文・牛山基康） - 週刊競馬ブック 2011年3月5・6日号（株式会社ケイバブック発行、通巻2619号）、2012年3月11日号（通巻2670号）より
- 1957年ごろのトゥクソム競馬場（朝鮮語）